# نورية غارسيا ماسيب
نورية غارسيا ماسيب (من مواليد جزيرة ايبيزا عام 1978) هي خطاطة إسبانية تتقن الخط العربي. بدأت تتعلم الخط العربي عندما زارت المغرب. في عام 2000، تعلمت الخط العربي على يد الخطاط محمد زكريا. أخذها اهتمامها بالخط العربي إلى اسطنبول، حيث تعلمت هناك العمل على مختلف المخطوطات وأنواع الخط العربي على يد الخطاطَين حسن الجلبي وداود بكتاش. في عام 2007، حصلت على إجازة خطية في خطي الثلث والنسخ. 

## الحياة والوظيفة
نشأت نورية غارسيا ماسيب ما بين إسبانيا والولايات المتحدة، وبعد حصولها على درجة البكالوريوس عام 1999، زارت المغرب وطوّرت معرفتها بالفن الإسلامي والخط المغاربي على يد الخطاط المغربي بلعيد حميدي. عادت في عام 2000 إلى واشنطن حيث بدأت باتقان خطوط الرقعة والثلث والنسخ على يد الخطاط محمد زكريا. في عام 2004، شدت رحالها صوب إسطنبول، حيث تعلمت كتابة المخطوطات وإجادة الأنواع المختلفة من الخط العربي على يد الخطاطَين التركيَّين حسن الجلبي وداود بكتاش. في عام 2007، منحها اساتذتها الثلاثة إجازة في خطي الثلث والنسخ. حازت نورية على درجة الماجستير في تاريخ الفن من جامعة السوربون الفرنسية، وهي تعيش حاليًا في العاصمة الفرنسية باريس حيث تُدرِّس الخط العربي وتجري أبحاثًا عليه وتمتهنه كحرفة.  